# Онисим (Пылаев)
Епи́скоп Они́сим (в миру Михаил Владимирович Пылаев; 5 сентября 1876, село Куя, Белозерский уезд, Новгородская губерния — 27 февраля 1938) — епископ Русской православной церкви, епископ Тульский.
Причислен к лику святых Русской православной церкви в 2001 году.

## Биография
Родился в семье псаломщика. В 1896 году окончил Новгородскую духовную семинарию и начал служить псаломщиком в Архангело-Михайловский военно-крепостном соборе в Карсе. Через несколько лет (в 1902 или 1904 году) был рукоположён во иерея и служил священником 4-го стрелкового полка. С началом Русско-японской войны 4-й стрелковый полк должен был отправляться на фронт в действующую армию. Отец Михаил отрицательно относился к начавшейся войне, считал, что для народа непонятны смысл и задачи войны и уже поэтому последствия её могут оказаться тяжёлыми. Своих взглядов он не скрывал, и начальство отозвало его с фронта, назначив священником 37-го Екатеринбургского полка. Но когда началась война 1914 года, он вместе с полком отправился на фронт и прошёл со своей паствой — солдатами — всю войну. Был возведён в сан протоиерея.
В Гражданскую войну сначала был письмоводителем 1-й бригады, затем (1918—1919) — казначеем в 11-й нижегородской дивизии Красной армии.
В 1920 году был назначен священником в нижегородскую Троицкую Верхнепосадскую церковь. Овдовел и 13 марта 1926 года был пострижен в монашество с именем Онисим, а 15 марта хиротонисан во епископа Краснобаковского, викария Нижегородской епархии. Чин хиротонии совершали митрополит Сергий, епископ Дамиан (Воскресенский) и епископ Макарий (Знаменский). Поскольку Онисиму было запрещено три года проживать в крупных городах «за участие в нелегальном богословском кружке», местом своего пребывания он выбрал Воткинск и 13 апреля 1926 года митрополитом Сергием был назначен епископом Воткинским, викарием Сарапульской епархии.

«За распространение нелегальной литературы контрреволюционного характера» 4 февраля 1928 года был арестован и 22 июня осуждён к трём годам заключения в Соловецком лагере особого назначения. Позднее он вспоминал, что ему в лагере было поручено, в частности, зажигать Соловецкий маяк — ездил туда и в бурю, лёжа в лодке, и по приезде от холода не мог зажечь фонарь.
Перед окончанием срока заключения, 3 января 1931 года получил ещё три года ссылки в Северный край и направлен в Архангельск, где жил до августа 1933 года. Сразу после досрочного освобождения был назначен, с 22 ноября 1933 года, епископом Тульским. Несмотря на запреты властей, помогал многим ссыльным и арестованным священнослужителям, оказывал им посильную помощь посылками, письмами. Назначал на приходы возвращавшихся из ссылок и заключения священников, помогал им материально. Совершал монашеские постриги, которые также не одобрялись властями. Кафедральным собором в период его управления епархией был небольшой Ильинский храм (ранее — приходская церковь), который во время архиерейских служб был переполнен народом.
18 декабря 1935 года был арестован по обвинению в руководстве контрреволюционной группировкой и заключён в Бутырскую тюрьму в Москве. Вместе с ним были арестованы ещё 26 человек, в основном священники и монашествующие. По приговору Особого совещания при НКВД СССР был выслан на пять лет на Север; жил в Каргополе. В Рождественский сочельник, 6 января 1938 года был вновь арестован, 13 января приговорён к расстрелу и 27 февраля расстрелян.

## Канонизация
На заседании Священного Синода 17 июля 2001 года было принято решение включить его имя в Собор новомучеников и исповедников Российских XX века.
Включён в Собор Тульских святых, празднование Собору совершается 22 сентября.

## Комментарии
1. ↑  Источники также указывают также год рождения — 1872-й; место рождения — Марково.
2. ↑  О. В. Дёгтева указывает, что постриг и наречение во епископа Краснобаковского было в 1925 году.